# Masikia
Masikia is een geslacht van spinnen uit de familie hangmatspinnen (Linyphiidae).

## Soorten
De volgende soorten zijn bij het geslacht ingedeeld:
- Masikia indistincta (Kulczyński, 1908)
- Masikia relicta (Chamberlin, 1949)